# Shilla (distrito)
Shilla é um distrito peruano localizado na Província de Carhuaz, departamento Ancash. Sua capital é a cidade de Shilla.

## Transporte
O distrito de Shilla é servido pela seguinte rodovia:
- AN-107, que liga a cidade de San Luis ao distrito de Carhuaz[2][3][4]